# ボリス・シャハリン
ボリス・アンフィヤノヴィチ・シャハリン（英: Boris Anfiyanovich Shakhlin、1932年1月27日 - 2008年5月30日）は、旧ソ連の体操選手。チュメニ州イシム出身。

## 生涯
シャハリンは、12歳で体操をはじめ、1956年メルボルンオリンピックから3大会連続でオリンピックに出場。金メダル7つを含め、合計13個のメダルをオリンピックで獲得。さらに世界体操競技選手権でも、1954年のローマ大会以降3大会で金6個を含む14個のメダルを獲得した。
心臓病のため35歳で現役を引退。引退後の1968年から国際体操連盟の技術委員として1992年までその職に従事。また1990年代からはウクライナのキエフ大学で教鞭をとった。2004年に国際体操殿堂入り。2008年に死去。